# McConnells
McConnells – miasto w Stanach Zjednoczonych, w stanie Karolina Południowa, w hrabstwie York.